# 1987 في نيوزيلندا
فيما يلي قوائم الأحداث التي وقعت خلال عام 1987 في نيوزيلندا.

## سياسة

### تعيين في المنصب
- 15 أغسطس – جيني شيبلي عضو مجلس النواب نيوزيلندا.

## رياضة
- 1 يناير – بطولة أمم أوقيانوسيا لكرة السلة 1987

## مواليد

### يناير
- 7 يناير – مايكل ماكغلينشي لاعب كرة قدم نيوزلندي.[1]
- 15 يناير – آرون كلافام لاعب كرة قدم نيوزلندي.[2]

### فبراير
- 17 فبراير – سام جنكينز لاعب كرة قدم نيوزيلندي.[3]

### مارس
- 3 مارس – جايكوب سبونلي لاعب كرة قدم نيوزيلندي.[4]
- 27 مارس – أليكس بليدجير لاعب كرة سلة نيوزيلندي.

### أبريل
- 10 أبريل – هيلي وستنرا مغنية نيوزيلندية.[5]
- 11 أبريل – جوزيف سوليفان[6]
- 20 أبريل – هايدن بادن سائق رالي نيوزيلندي.[7]
- 25 أبريل – خوسيه روبن ستاثام لاعب كرة مضرب نيوزيلندي.

### مايو
- 19 مايو – جيرمياه ترومان لاعب كرة سلة نيوزيلندي.

### يونيو
- 6 يونيو – دانيال لوغان ممثل نيوزيلندي.
- 24 يونيو – كرايغ هندرسون لاعب كرة قدم نيوزيلندي.[8]

### يوليو
- 4 يوليو – كريس جيمس لاعب كرة قدم نيوزيلندي.[9]
- 5 يوليو – توماس ابركرومبي لاعب كرة سلة نيوزيلندي.
- 22 يوليو – سام بولي دراج نيوزيلندي.

### أكتوبر
- 7 أكتوبر – جيريمي بروكي لاعب كرة قدم نيوزلندي.[10]
- 16 أكتوبر – مايكل فينوس لاعب كرة مضرب أمريكي.

## وفيات

### نوفمبر
- 19 نوفمبر – نورمان جونز (مواليد 1923) سياسي نيوزيلندي.